# 18 июля (город)
18 июля или Дьесиочо-де-Хулио (исп. 18 de Julio) — небольшой город в юго-восточной части Уругвая, в департаменте Роча.

## География
Расположен примерно в 9 км к западу от города Чуй, на дороге № 19. На восточной окраине города расположен форт Сан-Мигель, построенный в 1737 году португальцами.

## История
12 июля 1909 года населённый пункт Сан-Мигель получил своё современное название, а также статус села (Pueblo) указом № 3.495. 20 июня 1961 года получил статус малого города (Villa) указом № 12.876.

## Население
Население по данным на 2011 год составляет 977 человек.
| Год  | Население |
| ---- | --------- |
| 1963 | 749       |
| 1975 | 743       |
| 1985 | 872       |
| 1996 | 1139      |
| 2004 | 1191      |
| 2011 | 977       |

Источник: Instituto Nacional de Estadística de Uruguay